# Physalis dentata
Physalis dentata är en potatisväxtart som beskrevs av Pav. och Michel Félix Dunal. Physalis dentata ingår i släktet lyktörter, och familjen potatisväxter. Inga underarter finns listade i Catalogue of Life.